# Sarah
Sarah je žensko osebno ime.

## Izvor imena
Ime Sarah je različica ženskega osebnega imena Sara.

## Pogostost imena
Po podatkih Statističnega urada Republike Slovenije je bilo na dan 31. decembra 2007 v Sloveniji število ženskih oseb z imenom Sarah: 178.

## Osebni praznik
Osebe z imenom Sarah lahko godujejo takrat kot osebe z imenom Sara.